# Coelioxys mongolica
Coelioxys mongolica är en biart som beskrevs av Heinrich Friese 1925. Coelioxys mongolica ingår i släktet kägelbin, och familjen buksamlarbin. Inga underarter finns listade i Catalogue of Life.